# Hiroya Oku
Hiroya Oku (奥 浩哉?, Oku Hiroya; Fukuoka, 16 settembre 1967) è un fumettista giapponese.

## Biografia
Hiroya Oku è un famoso fumettista giapponese nato il 16 settembre 1967 a Fukuoka, in Giappone. Fin da giovane, Oku manifestò un forte interesse per i manga e il disegno, e decise di perseguire una carriera nel mondo dell'illustrazione.
Dopo essersi diplomato alla Kyushu Sangyo University con una specializzazione in design, Oku iniziò a lavorare come assistente di alcuni mangaka (autori di manga) per affinare le sue abilità artistiche. Successivamente, ottenne la sua prima grande opportunità nel 1997 quando vinse il prestigioso premio Tezuka per il suo lavoro "HEN", che gli aprì le porte per iniziare la sua carriera da solista.
Tuttavia, il successo di Oku raggiunse il culmine nel 2000 con la creazione della sua opera più celebre, "Gantz". Pubblicato sulla rivista Weekly Young Jump, "Gantz" si distinse per la sua storia avvincente e i suoi disegni dettagliati. Il manga racconta la storia di un gruppo di persone che vengono riportate in vita dopo la morte per partecipare a un gioco mortale condotto da una misteriosa sfera nera chiamata "Gantz". La serie affronta temi complessi come la vita, la morte, la morale e l'umanità, guadagnandosi un vasto seguito di fan in Giappone e all'estero.
Dopo il successo di "Gantz", Oku ha continuato a creare altre opere di successo, tra cui "Inuyashiki" e "Last Hero Inuyashiki". Questi manga affrontano temi simili, esplorando le conseguenze della tecnologia e il potenziale dell'essere umano. La sua abilità nel combinare elementi di azione, fantascienza e dramma ha catturato l'attenzione di un pubblico internazionale, contribuendo a consolidare la sua reputazione come uno dei più talentuosi fumettisti contemporanei.
Hiroya Oku continua a lavorare attivamente nel campo del manga, sfornando nuove opere e mantenendo una base di fan fedele. La sua abilità nel creare storie coinvolgenti, accompagnate da un'arte dettagliata e unica, ha contribuito a rendere il suo nome un punto di riferimento nel mondo dei fumetti giapponesi e ad alimentare la sua popolarità sia in Giappone che all'estero.

## Opere
- Hen (変? "Insolito"); prima serie (1988-1992)
- HEN; seconda serie (1992-1997)
- Oku Hiroya tanpenshū「Aka」 (奥浩哉短編集「赤」? lett. "Raccolta di storie brevi di Hiroya Oku «Rosso»") (1999)
- Oku Hiroya tanpenshū「Kuro」 (奥浩哉短編集「黒」? lett. "Raccolta di storie brevi di Hiroya Oku «Nero»") (1999)
- Zero One (01 ZERO ONE?) (1999-2000)
- Gantz (ガンツ?, Gantsu) (2000-2013)
- La mia Maetel (め〜てるの気持ち?, Mēteru no kimochi, lett. "I sentimenti di Maetel") (2006-2007)
- Inuyashiki (いぬやしき?) (2014-2017)
- Gigant (?) (2018-2021)